# Peter Brandes
Peter Brandes (Assens, 5 de março de 1944 – 4 de janeiro de 2025) foi um pintor, escultor, ceramista e fotógrafo dinamarquês.
A arte de Brandes é abstrata e muitas vezes em cores marrons. Ele teve sua descoberta como artista no início da década de 1980. Ele tem, inter alia, feito obras de arte em Roskilde Domkirke e janelas de mosaico (vidro colorido) em uma igreja em Nordkap e na igreja Village of Hope, ao sul de Los Angeles. Em 1998, ele criou os enormes Frascos de Roskilde que ficam do lado de fora da principal estação ferroviária de Roskilde. 
Brandes foi autodidata e sua arte gira em torno de temas do cristianismo. A mitologia grega antiga também inspirou sua arte. Brandes ilustrou vários livros, por exemplo, a Ilíada de Homero. Grande parte das obras de cerâmica de Brandes são inspiradas na arte e mitologia gregas antigas.
Brades agora vive em Colombes, perto de Paris, junto com sua esposa Maja Lise Engelhardt, que também é pintora.

## Morte
Brandes morreu no dia 4 de janeiro de 2025, aos 80 anos.